# Wolfgang Penk
Wolfgang Penk (* 3. April 1938 in Berlin; † 18. Januar 2023 in Bad Zwischenahn) war ein deutscher Fernsehproduzent. Penk war zwölf Jahre Unterhaltungschef des ZDF.

## Leben
Der gebürtige Berliner war nach seinem Musikstudium zunächst in der Filmindustrie tätig und gehörte dann zu den Männern der ersten Stunde beim ZDF. Von 1963 bis 1967 begleitete er die ersten Schritte des damals neuen Senders als Produktionsassistent für öffentliche Veranstaltungen und Shows.
Als Abteilungsleiter des Südwestfunk Baden-Baden hob er Sendungen wie Die Montagsmaler mit Frank Elstner und Auf Los geht’s los mit Joachim Fuchsberger aus der Taufe.
Beim ZDF entwickelte er später Europas erfolgreichste Fernsehshow Wetten, dass..? und entdeckte und förderte Talente wie Thomas Gottschalk, Günther Jauch und Frank Elstner. Auch Produktionen im Fiction-Bereich wie Ich heirate eine Familie, Das Erbe der Guldenburgs, Die Schwarzwaldklinik und Das Traumschiff entstanden unter seiner Verantwortung.
Gemeinsam mit dem Musikproduzenten Peter Meisel und Annette Humpe entdeckte und produzierte er Die Prinzen.
Zuletzt war Wolfgang Penk Inhaber der Wolfgang Penk TV-Productions GmbH. Als unabhängiger Showanbieter produzierte er Sendungen für alle großen deutschen Sender, u. a. Formate wie Ein Herz für Kinder, Das Festival des Deutschen Schlagers, Aber hallo!, Die große Sat.1-Silvestershow, Wünsche werden wahr, Wellness-TV und die Neuauflagen von Dalli Dalli und Einer wird gewinnen. Des Weiteren produzierte Wolfgang Penk mehrfach den Medienpreis „Das Goldene Kabel“.

## Auszeichnungen
Wolfgang Penk wurde mit weit mehr als 100 Gold- und Platinschallplatten geehrt. Zudem erhielt er die Goldene Kamera, den Bambi, den Telestar und wurde mit dem Verdienstorden der Bundesrepublik Deutschland ausgezeichnet.

## Engagement
Wolfgang Penk engagierte sich ehrenamtlich in der Hans Rosenthal-Stiftung für schnelle Hilfe in akuter Not.